# Icterus croconotus
Icterus croconotus là một loài chim trong họ Icteridae.